# Campionati italiani estivi di nuoto 1972
I Campionati italiani assoluti di nuoto 1972 si sono svolti a Torino nella piscina Dino Rora dal 23 al 26 luglio 1972. È stata utilizzata la vasca da 50 metri.

## Podi

### Uomini
| Evento               | Oro                                                                             | Tempo      | Argento                                                                        | Tempo   | Bronzo                                                                         | Tempo   |
| Stile libero         |                                                                                 |            |                                                                                |         |                                                                                |         |
| 100 m                | Roberto Pangaro                                                                 | 54"9       | Paolo Barelli Marcello Guarducci                                               | 55"6    |                                                                                |         |
| 200 m                | Arnaldo Cinquetti                                                               | 1'59"0     | Roberto Pangaro                                                                | 1'59"3  | Sandro Grassi                                                                  | 2'01"1  |
| 400 m                | Arnaldo Cinquetti                                                               | 4'13"6     | Lorenzo Marugo                                                                 | 4'17"3  | Vincenzo Finocchiaro                                                           | 4'17"5  |
| 1500 m               | Sergio Irredento                                                                | 16'46"6 IR | Vincenzo Finocchiaro                                                           | 16'58"3 | Leonardo Cecchi                                                                | 17'14"9 |
| Dorso                |                                                                                 |            |                                                                                |         |                                                                                |         |
| 100 m                | Simone Bosco                                                                    | 1'03"3     | Mauro Calligaris                                                               | 1'03"6  | Paolo Forti                                                                    | 1'03"7  |
| 200 m                | Massimo Nistri                                                                  | 2'12"8     | Mauro Calligaris                                                               | 2'14"2  | Carlo Alibertini                                                               | 2'19"9  |
| Rana                 |                                                                                 |            |                                                                                |         |                                                                                |         |
| 100 m                | Edmondo Mingione                                                                | 1'09"7     | Andrea Daneri                                                                  | 1'10"0  | Guido Rasi                                                                     | 1'11"70 |
| 200 m                | Michele Di Pietro                                                               | 2'33"7     | Giorgio Lalle                                                                  | 2'34"8  | Guido Rasi                                                                     | 2'36"3  |
| Farfalla             |                                                                                 |            |                                                                                |         |                                                                                |         |
| 100 m                | Michele D'Oppido                                                                | 1'00"1     | Angelo Tozzi                                                                   | 1'00"3  | Maurizio Castagna                                                              | 1'01"2  |
| 200 m                | Angelo Tozzi                                                                    | 2'10"1 IR  | Gaetano Carboni                                                                | 2'11"1  | Maurizio Castagna                                                              | 2'11"8  |
| Misti                |                                                                                 |            |                                                                                |         |                                                                                |         |
| 200 m                | Lorenzo Marugo                                                                  | 2'15"7     | Michele D'Oppido                                                               | 2'17"6  | Mauro Calligaris                                                               | 2'19"8  |
| 400 m                | Mauro Calligaris                                                                | 4'49"4     | Lorenzo Marugo                                                                 | 4'56"5  | Carlo Alibertini                                                               | 4'57"9  |
| Staffette            |                                                                                 |            |                                                                                |         |                                                                                |         |
| 4x100 m stile libero | Fiamme Oro Arnaldo Cinquetti Trombetta Angelo Tozzi Michele D'Oppido            | 3'44"0     | Lazio Nuoto Paolo Barelli Francesco Marcucci Marco Marcovaldi Luigi Barelli    | 3'50"0  | Canottieri Napoli Berlincioni Pirone Simone Bosco Maurizio Castagna            | 3'52"2  |
| 4x200 m stile libero | Fiamme Oro Vincenzo Finocchiaro Sergio Irredento Angelo Tozzi Arnaldo Cinquetti | 8'16"2     | Canottieri Aniene Alberto Castagnetti Marco Stabilini Ciavarro Roberto Pangaro | 8'18"2  | Lazio Nuoto Luigi Barelli Paolo Barelli Nardelli Marco Marcovaldi              | 8'18"8  |
| 4x100 mista          | Canottieri Aniene Ciavarro Edmondo Mingione Gaetano Carboni Roberto Pangaro     | 4'08"5     | Fiamme Oro Mauro Calligaris Michele D'Oppido Angelo Tozzi Arnaldo Cinquetti    | 4'10"2  | Canottieri Napoli Simone Bosco Michele Di Pietro Maurizio Castagna Berlincioni | 4'11"40 |
|                      |                                                                                 |            |                                                                                |         |                                                                                |         |

### Donne
| Evento               | Oro                                                                                        | Tempo     | Argento                                                                          | Tempo  | Bronzo                                                                         | Tempo  |
| Stile libero         |                                                                                            |           |                                                                                  |        |                                                                                |        |
| 100 m                | Novella Calligaris                                                                         | 1'02"5    | Federica Stabilini                                                               | 1'02"9 | Laura Podestà                                                                  | 1'03"8 |
| 200 m                | Novella Calligaris                                                                         | 2'09"2 IR | Federica Stabilini                                                               | 2'13"9 | Daria Meinardi                                                                 | 2'16"7 |
| 400 m                | Novella Calligaris                                                                         | 4'26"7 ER | Federica Stabilini                                                               | 4'36"7 | Susanna Sordelli                                                               | 4'44"5 |
| 800 m                | Novella Calligaris                                                                         | 9'06"0 ER | Federica Stabilini                                                               | 9'41"5 | Antonella Valentini                                                            | 9'43"5 |
| Dorso                |                                                                                            |           |                                                                                  |        |                                                                                |        |
| 100 m                | Alessandra Finesso                                                                         | 1'10"9    | Emanuela Bassanese                                                               | 1'11"0 | Antonella Roncelli                                                             | 1'11"2 |
| 200 m                | Alessandra Finesso                                                                         | 2'31"9    | Emanuela Bassanese                                                               | 2'32"7 | Cristina Tarantino                                                             | 2'33"7 |
| Rana                 |                                                                                            |           |                                                                                  |        |                                                                                |        |
| 100 m                | Patrizia Miserini                                                                          | 1'20"5    | Tiziana Rachetto                                                                 | 1'22"7 | Paola Morozzi                                                                  | 1'23"3 |
| 200 m                | Patrizia Miserini                                                                          | 2'51"0    | Paola Morozzi                                                                    | 2'53"7 | Maria Rosaria Tricarico                                                        | 2'55"5 |
| Farfalla             |                                                                                            |           |                                                                                  |        |                                                                                |        |
| 100 m                | Donatella Talpo                                                                            | 1'07"2    | Alessandra Cornelli                                                              | 1'10"7 | Anna Tricarico                                                                 | 1'10"9 |
| 200 m                | Novella Calligaris                                                                         | 2'26"0    | Donatella Talpo                                                                  | 2'29"8 | Anna Tricarico                                                                 | 2'33"2 |
| Misti                |                                                                                            |           |                                                                                  |        |                                                                                |        |
| 200 m                | Novella Calligaris                                                                         | 2'34"6    | Paola Morozzi                                                                    | 2'36"2 | Marina Corsi                                                                   | 2'38"2 |
| 400 m                | Novella Calligaris                                                                         | 5'17"0    | Alessandra Cornelli                                                              | 5'28"5 | Paola Morozzi                                                                  | 5'34"0 |
| Staffette            |                                                                                            |           |                                                                                  |        |                                                                                |        |
| 4x100 m stile libero | Canottieri Aniene Elisabetta Dessy Susanna Sordelli Alessandra Cornelli Federica Stabilini | 4'17"1    | Lazio Nuoto Francesca Molinari Donatella Talpo Marina Corsi Laura Gorgerino      | 4'18"0 | Roma Nuoto Lemme Troysi Ferrucci Rosata                                        | 4'25"2 |
| 4x100 m misti        | Lazio Nuoto A Francesca Molinari Patrizia Miserini Donatella Talpo Laura Gorgerino         | 4'43"3    | Aniene Cristina Tarantino Viviana Dantini Alessandra Cornelli Federica Stabilini | 4'49"9 | Lazio Nuoto B Paola Giovarruscio Paola Morozzi Marina Corsi Manuela De Angelis | 4'53"6 |